# Schwarzach im Pongau
Schwarzach im Pongau är en ort och kommun i förbundslandet Salzburg i Österrike. Kommunen har 3 556 invånare (2024), på en yta av 3,20 km².